# Aeroportul Carimagua
Aeroportul Carimagua (IATA: CCO, ICAO: SKCI) este un aeroport din Departamento del Meta⁠(d), Columbia. Aeroportul a fost tranzitat în 2019 de 786 de pasageri.
Situat la o altitudine de 169 m, aeroportul dispune de o singură pistă.